# 고호쿠정
고호쿠정(일본어: 江北町)은 일본 사가현 중앙부에 있는 기시마군의 정이다. 철도와 국도가 분기하는 교통의 분기점으로 알려져 있다.

## 지리
북부는 완만한 산지이며 롯카쿠강, 우시즈강이 흐른다.

### 인접한 자치체
- 다쿠시
- 오기시
- 기시마군 오마치정, 시로이시정

## 역사
- 1932년 4월 1일 - 오다촌·야마구치촌·사루시촌이 합병해 고호쿠촌이 되었다.
- 1952년 4월 1일 - 정으로 승격해 고호쿠정이 되었다.

## 경제
주요 산업은 농업, 축산업이다.

## 교통

### 철도
- 규슈 여객철도
  - 나가사키 본선
  - 사세보선

### 도로
- 국도 34호선
- 국도 207호선